# Briljantzwart BN
Briljantzwart BN is een zwarte synthetische azokleurstof. Als additief is het in de EU toegestaan onder E-nummer E151.

## Toxicologie en veiligheid
Briljantzwart BN wordt afgeraden voor mensen met astma, alsook voor hyperactieve kinderen.